# Scambus mexicanus
Scambus mexicanus là một loài tò vò trong họ Ichneumonidae.